# NGC 4558
NGC 4558 é uma galáxia espiral (S) localizada na direcção da constelação de Coma Berenices. Possui uma declinação de +26° 59' 30" e uma ascensão recta de 12 horas, 35 minutos e 52,6 segundos.
A galáxia NGC 4558 foi descoberta em 19 de Abril de 1827 por John Herschel.